# 茨城町
茨城町（日语：／ Ibaraki machi */?）是位于茨城縣東茨城郡的一町。